# Atractodes citator
Atractodes citator är en stekelart som beskrevs av Alexander Henry Haliday 1838. Atractodes citator ingår i släktet Atractodes och familjen brokparasitsteklar. Inga underarter finns listade.